# Elaeagnus luxiensis
Elaeagnus luxiensis är en havtornsväxtart som beskrevs av C. Yung Chang. Elaeagnus luxiensis ingår i släktet silverbuskar, och familjen havtornsväxter. Inga underarter finns listade i Catalogue of Life.